# Babilonia e poesia
Babilonia e poesia è il quarto album del gruppo reggae Africa Unite, uscito nel 1993.

## Ilo disco
Il nome si riferisce alla Grotta della Poesia ed al locale "Babilonia" (dove il gruppo si è esibito spesso), situati rispettivamente a Roca Vecchia e a Torre Sant'Andrea nel comune di Melendugno in Salento, a circa 5 chilometri l'uno dall'altro.

## Tracce
1. Andare – 4:17
2. Festa Italiana – 4:13
3. Salmodia – 4:36
4. When People – 4:11
5. Macho e Cero/Dub Dub Daddy – 9:26
6. Ruggine – 4:43
7. Curtaglia – 4:50
8. Landless Riders – 5:28
9. Molto Importante – 4:07
10. Babilonia e Poesia – 3:39
11. Nella Mia Città – 5:08
12. Impossessati – 2:36